# Bill Ackman

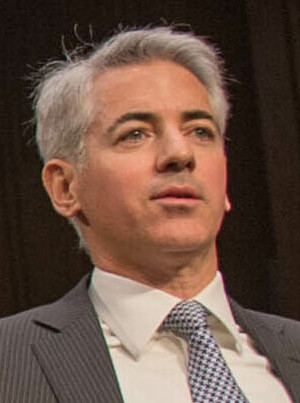
Bill Ackman (2016)

William Albert Ackman, meistens nur Bill Ackman, (* 11. Mai 1966) ist ein amerikanischer Fondsmanager. Er sieht sich selbst als aktivistischer Investor.

## Leben
Ackman wuchs in Chappaqua im Westchester County nördlich von New York City auf. Sein Vater war Immobilieninvestor und motivierte ihn zum beruflichen Einstieg in die Finanzbranche. Ackman studierte jedoch zunächst Geschichte an der Harvard University. Er schloss sein Studium 1988 magna cum laude mit dem Bachelor of Arts ab und absolvierte schließlich 1992 seinen Master of Business Administration an der Harvard Business School. Als Alumnus sitzt Ackman mittlerweile im Beirat der Harvard Law School.
Ackmans Vorfahren sind aschkenasische Juden, die seit Generationen im ehemaligen Polen-Litauen lebten. Sein in der heutigen Ukraine geborener Großvater wanderte in den 1890er Jahren im Alter von 17 Jahren zu Fuß nach Österreich-Ungarn, wo er sich zum Schneider ausbilden ließ. Über Hamburg setzte er anschließend nach New York City über, wo er in Staten Island eine Textilfabrik gründete.
Ackman war 25 Jahre mit der Landschaftsarchitektin Karen Ann Herskovitz verheiratet. Aus dieser Ehe gingen drei Töchter hervor. 2019 heiratete er die am MIT Media Lab tätige Professorin und ehemalige Soldatin der israelischen Luftstreitkräfte Neri Oxman.
Ackman war eine der treibenden Kräfte, die die Absetzung von Claudine Gay als Präsidentin der Universität Harvard betrieben. Nach einem Bericht der New York Times hegte Ackman seit vielen Jahren einen Groll gegen Harvard, weil ihm seine großen Spenden nicht größeren Einfluss auf die Universität einbrachten. Nach Gays Rücktritt im Januar 2024 verfasste er einen 4000 Worte langen Beitrag auf Twitter, in dem er u. a. „Rassismus gegen Weiße“ anprangerte. Gregg Gonsalves, ein Epidemiologe der Universität Yale, schrieb: „Bill Ackman übt einen schädlichen Einfluss auf das amerikanische Bildungswesen aus. Er glaubt, dass sein Geld gleichbedeutend mit Weisheit ist, und selbst wenn das nicht der Fall ist, denkt er, dass es ihm das Recht gibt, nach Herzenslust zu mobben. Es ist Zeit, sich gegen Leute wie ihn zu wehren. Er ist abscheulich.“ Als Reaktion auf seine Rücktrittsforderung gegen Gay wurden Plagiatsvorwürfe gegen seine Frau erhoben. Daraufhin kündigte er an, alle Publikationen der Führungsriege des MIT auf Plagiate überprüfen zu lassen.

## Karriere
1992 gründete Ackman mit einem Kommilitonen das Investmentunternehmen Gotham Partners, das kleinere Investitionen im öffentlichen Sektor unternahm. Bis 1998 gelang es Ackman durch öffentlichkeitswirksame Beteiligungen ein Investitionsvermögen von 500 Millionen US-Dollar zu generieren. 2002 waren Ackman und seine Partner jedoch in Rechtsstreitigkeiten mit verschiedenen Anteilseignern verwickelt. 2004 gründete er mit 54 Millionen US-Dollar schließlich die Hedgefonds-Gesellschaft Pershing Square Capital Management.
Zugleich war Ackman an der Gründung des Akquisitionszweckunternehmens Justice Holdings beteiligt, welches mit Burger King zusammenging. Durch Kursgewinne verdiente er mit Pershing Square Capital Management aufgrund von Beteiligungen in zwei Jahren über 200 Millionen US-Dollar. Pershing Square Capital Management war auch an der Gründung von Platform Specialty Products beteiligt.

### Investmentstil
Ackman wird als konfliktfreudiger Investor gesehen. Seine bekannteste öffentliche Meinungsverschiedenheit hatte er mit dem Großinvestor Carl Icahn, wobei es dabei um das Schneeballsystem des Konzerns Herbalife ging. Regelmäßig versucht Ackman außerdem aktiv die Entscheidungen der Emittenten zu beeinflussen. So kritisierte er öffentlich das Geschäftskonzept von MBIA und sorgte so für dessen Kurssturz. Bei Allergan forderte er den Rücktritt des Vorstandschefs und unterstützte die Übernahme durch Valeant.
Erneute Aufmerksamkeit erwarb Ackman, als er vor dem Börsencrash 2020 das Portfolio von Pershing Square Capital Management mit einem Kreditschutz in Höhe von 27 Millionen US-Dollar absicherte, da er dessen Absturz vermutete. Die Absicherung war effektiv und brachte in weniger als einem Monat 2,6 Milliarden US-Dollar ein. Am 21. Juni 2021 wurde bekannt, dass Ackman sich über Pershing Square einen zehnprozentigen Anteil an dem weltgrößten Musikkonzern Universal Music gesichert hat.

### Vermögen
Ackmans Vermögen wurde von Forbes im April 2025 auf 8,9 Milliarden US-Dollar geschätzt, womit er Platz 308 der reichsten Menschen weltweit belegte.

## Politische Positionen
Bill Ackman ist offen in seiner politischen Haltung. Er war ursprünglich Großspender für die Demokraten, wechselte aber 2016 in das Trump-Lager. Sein Widerspruch gegen die Gaza-bedingten Studentenproteste machte ihn zur öffentlichen Figur. 2024 unterstützte er abermals Donald Trump. Dessen Zollpolitik kritisierte er jedoch im April 2025 öffentlich und heftig. Die Zölle glichen einem „selbstgemachten wirtschaftlichen nuklearen Winter“. Dies sei nicht das, wofür er gestimmt habe. Er forderte ein 90-tägiges Moratorium.